# Rhamphosuchus
Rhamphosuchus — вимерлий рід гавіалових крокодилів. Він жив у пліоцені, і його скам'янілості були знайдені в двох регіонах; пагорби Сівалік у Пакистані та Індії, а також регіон Сінд у Пакистані. Його типовим видом є Rhamphosuchus crassidens, який відомий лише з неповних наборів скам’янілостей, переважно зубів і черепів. Можна також включити чотири види, які традиційно відносять до роду Gavialis.

## Опис
Традиційно багато палеонтологів вважали, що це був один із найбільших, якщо не найбільший крокодил, який коли-небудь існував, досягаючи орієнтовної довжини від 15 до 18 метрів. Однак новіші дослідження показують, що ця тварина могла бути 8–11 метрів у довжину, і тому не є найбільшим відомим крокодилом. Інший крокодил, Purussaurus, з міоцену Перу та Бразилії, відомий з так само неповного набору скам'янілості. За оцінками, його довжина була подібна до початкових оцінок і становила приблизно 12 метрів. Однак це означало б, що він був би дещо більшим за розміром, якщо останні оцінки розміру Rhamphosuchus правильні. Якщо остання оцінка правильна, то кілька інших вимерлих крокодилів також перевершили Рамфосуха за довжиною, наприклад пізньокрейдяний алігатороїд Deinosuchus, ранньокрейдовий фолідозаврід Sarcosuchus, міоценовий гавіалід Gryposuchus, а також Mourasuchus — 12 м, 9.5 м, 10.15 м і 12 м відповідно.